# Brousek

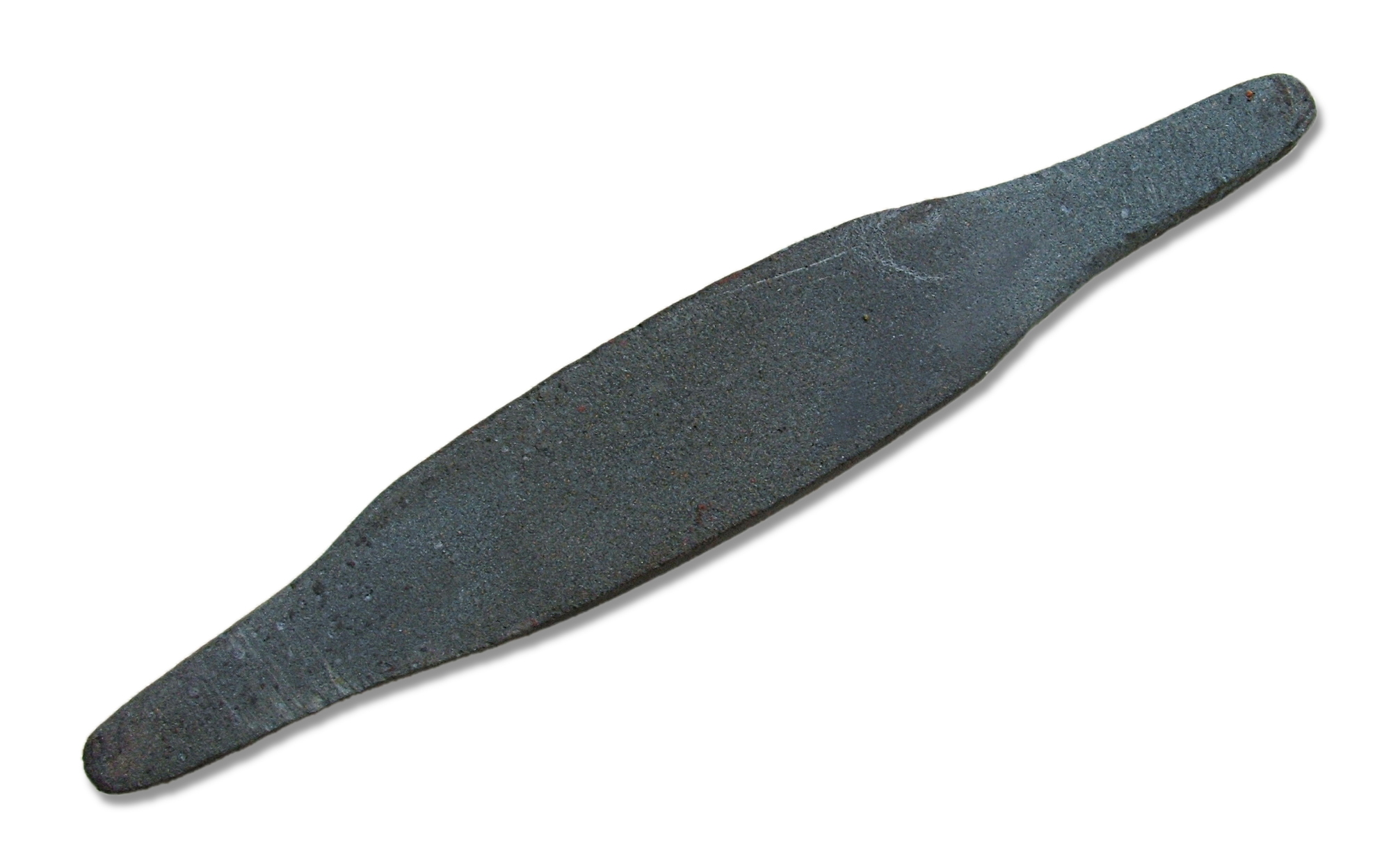
Brousek (opotřebený, severní Itálie)

Brousek je malý ruční pracovní nástroj určený pro obroušení ostří i břitů různých jiných pracovních nástrojů, pomůcek a předmětů všední denní potřeby. Může se jednat o zcela prostý brousek kamenný, nebo o speciální brousek keramický, karborundový či diamantový. Jako takové se brousky vyrábějí v mnoha různých velikostech, tvarech a provedeních. K finální úpravě ostří nože po nabroušení brouskem slouží ocílka. Někdy je slovem brousek zcela nesprávně nebo ne zcela vhodně označováno příbuzné strojní zařízení brus či bruska, popřípadě též jiná mechanická pomůcka určená pro ostření břitů: ostřič nástrojů.
Původní nejstarší brousky byly kamenné a pocházely zpravidla přímo z volné přírody. Současné brousky mohou mít různé tvary ať už ploché, kruhové, oválné, trojhranné či mohou být zhotoveny ve tvaru pravidelného plochého kvádru.
Nejběžnější průmyslově vyráběné brousky určené pro domácí použití bývají zhotoveny velmi často z brusného materiálu zvaného karborundum, což je tepelně upravený karbid křemíku, chemická sloučenina uhlíku a křemíku.